# Renate Meixner-Römer
Renate Meixner-Römer (* 23. August 1960) ist eine SPD-Politikerin, ehemalige Stadtverordnetenvorsteherin von Rüsselsheim und ehemalige Abgeordnete des Hessischen Landtages.
Meixner-Römer war ab August 2000 als Schulleiterin an der Rüsselsheimer Otto-Hahn-Schule im Stadtteil Bauschheim tätig, bis sie 2008 in den Landtag einzog. Seit dem Verlust ihres Landtagsmandates im Jahre 2009 ist sie wieder im Schuldienst und hat die Stelle der Schulleiterin der Albrecht-Dürer-Schule in Rüsselsheim erhalten.
Renate Meixner-Römer ist verheiratet und Mutter dreier Kinder.

## Kommunale Tätigkeiten in Rüsselsheim
Seit 1989 ist Renate Meixner-Römer Stadtverordnete der SPD in Rüsselsheim. Von 1997 bis 1999 war sie stellvertretende Fraktionsvorsitzende der SPD im Rüsselsheimer Stadtparlament. Dort wurde sie im Oktober 1999 Fraktionsvorsitzende. Dieses Amt hatte sie bis zum März 2006 inne. Vom Oktober 1999 bis zum März 2001 war sie außerdem Vorsitzende des Hauptausschusses und von März 2001 bis März 2006 Vorsitzende des Kultur-, Schul- und Sportausschusses. Bis April 2011 war sie Stadtverordnetenvorsteherin der Stadt Rüsselsheim.
Des Weiteren war sie die Spitzenkandidatin der SPD bei den Kommunalwahlen in den Jahren 1997, 2001 und 2006.
Auch 2011 führte sie die SPD-Liste bei der Kommunalwahl an. Die SPD verlor 8,6 % der Stimmen bei dieser Wahl, und die CDU wurde stärkste Kraft in Rüsselsheim.
Bei der Oberbürgermeisterwahl am 4. September 2011 kandidierte Frau Meixner-Römer für die SPD. Sie schied aber bereits im ersten Wahlgang mit nur 28,1 % der Stimmen aus. In der Stichwahl gewann Patrick Burghardt (CDU) gegen den amtierenden Bürgermeister Jo Dreiseitel (Grüne).

## Landtagsarbeit
Bei der Landtagswahl in Hessen 1999 war Meixner-Römer Stellvertreterin des Landtagsabgeordneten Gerold Reichenbach für den Wahlkreis 47 Groß-Gerau I. Nachdem Reichenbach in den Bundestag gewählt wurde und das Mandat im Landtag niederlegte, war sie von Oktober 2002 bis März 2003 Mitglied des Hessischen Landtages. Bei der Landtagswahl in Hessen 2003 scheiterte ihre Kandidatur für den Landtag, da sie bereits bei der Kandidatenaufstellung der SPD Wolfgang Schneider unterlag. Dieser verlor dann das über Jahrzehnte für die SPD sichere Direktmandat an den CDU-Kandidaten Roger Lenhart. Bei der Landtagswahl in Hessen 2008 am 27. Januar 2008 konnte sie das Mandat von Lenhart zurückgewinnen, der damit sein Landtagsmandat verlor, da er auf der CDU-Landesliste nicht ausreichend abgesichert war. Bei der Landtagswahl in Hessen 2009 war es wiederum Meixner-Römer, die den Wahlkreis gegen den damals 28-jährigen CDU-Kandidaten Patrick Burghardt verlor und aus dem Landtag ausschied.

## Mitarbeit in Parteien und Gewerkschaft
Meixner-Römer trat im Jahr 1984 in die SPD ein. Außerdem ist sie Mitglied der Arbeiterwohlfahrt Rüsselsheim/Bauschheim und der Gewerkschaft GEW. Renate Meixner-Römer ist auch Mitglied des THW Fördervereins Rüsselsheim.